# Okolnica (roślina)
Okolnica (Cyclanthus Poit. ex A.Rich.) – rodzaj wieloletnich roślin naziemnopączkowych z rodziny okolnicowatych, obejmujący 2 gatunki żyjące współcześnie: Cyclanthus bipartitus Poit. ex A. Rich. (występujący w Ameryce tropikalnej - od Meksyku do Boliwii i Brazylii) i Cyclanthus indivisus R.E.Schult. (występujący w Panamie i Kolumbii) oraz dwa gatunki kopalne: †Cyclanthus messelensis i †Cyclanthus lakensis (żyjące w eocenie na terenie współczesnych Niemiec i Wielkiej Brytanii).
Nazwa naukowa rodzaju pochodzi od greckich słów κύκλος (kyklos – okrąg) i άνθος (anthos – kwiat), odnosząc się do sposobu rozmieszczenia kwiatów na kolbie. 

## Morfologia
PokrójDuże rośliny naziemne, osiągające wysokość dwóch metrów.
ŁodygaSilnie skrócona, rozgałęziająca się sympodialnie.
LiścieRośliny tworzą naprzeciwlegle kilka liści, o blaszce dwudzielnej do dwusiecznej.
KwiatyKwiaty jednopłciowe zebrane w kolbę, wyrastającą wierzchołkowo na długim pędzie kwiatostanowym, wspartą przez kilka pochew liściowych. Kwiaty obu płci położone są w ciasnych okółkach lub spiralach i są silnie ze sobą zespolone. Kwiaty męskie wielopręcikowe, pozbawione okwiatu. Kwiaty żeńskie z silnie zredukowanym okwiatem, tworzącym dwie krajki, z których każda złączona jest z płytkami prątniczek. Owocolistki w każdym kręgu położone są w dwóch równoległych rzędach, zrośniętych ze sobą i tworzących pierścieniowatą komorę z licznymi, parietalnymi łożyskami.
OwoceOwocostan złożony jest z nabrzmiałych, wąsko rowkowanych dysków.

## Biologia i ekologia
RozwójByliny, hemikryptofity. Kwiaty tych roślin zapylane są przez chrząszcze z rodziny rohatyńcowatych, przede wszystkim z rodzaju Cyclocephala.
SiedliskoWilgotne, a nawet bagniste miejsca w lasach deszczowych, rzadziej stanowiska suchsze i jaśniejsze, takie jak pastwiska, rzadkie zarośla i pobocza.
Interakcje z innymi gatunkamiLiście Cyclanthus bipartitus służą nietoperzom z rodziny liścionosowatych (Artibeus watsoni) do budowania kryjówek, chroniących je przed upałem i deszczem.

## Systematyka
Według Angiosperm Phylogeny Website (aktualizowany system APG IV z 2016) rodzaj należy do podrodziny Cyclanthoideae, rodziny okolnicowatych (Cyclanthaceae), w rzędzie pandanowców (Pandanales) zaliczanych do jednoliściennych (monocots). 

## Zastosowanie
Rośliny spożywczeW dorzeczu Amazonki z roślin Cyclanthus bipartitus pozyskuje się sól spożywczą. Rośliny spala się, uzyskany popiół rozpuszcza w wodzie, a roztwór, po przefiltrowaniu, gotuje w celu redukcji i wytrącenia soli. Sole uzyskane z tej rośliny zawierają 18,7% węglanów, 6,5% chlorków, 19,4% siarczanów, 0,05% sodu i 29,4% potasu.
Rośliny ozdobneCyclanthus bipartitus z uwagi na nietypową budowę kwiatostanów i owocostanów bywa uprawiany jako roślina ozdobna. Jest rośliną wymagającą silnie zacienionego stanowiska, chronionego przed wiatrem, o wysokiej i stałej wilgotności powietrza.
Inne zastosowaniaLiście Cyclanthus bipartitus używane są przez rdzenną ludność Ameryki Południowej do pakowania i produkcji prowizorycznych koszy.